# Håkan Norlén
Håkan Norlén, född 14 april 1917 i Uppsala, död 21 november 2003 i Bromma, var en svensk populärkompositör, radioman och översättare. 

## Biografi
Norlén blev filosofie magister 1946 vid Uppsala universitet. Samma år gav han ut vissamlingen För syndaskarn och dygdeljus. Under studietiden blev han bekant med Rune Lindström och komponerade musik till en del av dennes dikter samt musiken till Himlaspelet 1941. Under studieåren lärde han sig spela gitarr och kontrabas och uppträdde som basist med Ulf Peder Olrog i Uppsalatrakten. Samarbetet med Olrog under åren resulterade bl.a. i barnvisesamlingen Fröken ensam hemma åker gungstol och tillsammans översatte de flera av Thorbjørn Egners barnpjäser, bl.a. Klas Klättermus och Folk och rövare i Kamomilla stad. 
Åren 1948–1962 var Norlén anställd av STIM, och därefter under 30 år vid Sveriges Radios underhållningsavdelning, varav åren 1970–1973 som chef.

## Filmografi

### Musik
- 1956 – Sången om den eldröda blomman

### Roller
- 1946 – Det är min modell
- 1971 – Äppelkriget

### Musiktryck
- Den eviga sjömansvalsen / musik: Håkan Norlén; text: Rune Lindström. Stockholm: Sonora Musikförlag, 1944.
- Visa vid midsommartid / Håkan Norlén; Text: Rune Lindström. Stockholm : Nordiska Musikförlaget, 1946.

### Webbkällor
- Håkan Norlén i Nationalencyklopedin
- Håkan Norlén på Svensk Filmdatabas